# Шерокопась
Шерокопась (пол. Szerokopaś, нім. Sierokopaß, 1933-45: Breitenfelde) — село в Польщі, у гміні Нідзиця Нідзицького повіту Вармінсько-Мазурського воєводства.
Населення — 125 осіб (2011).

## Демографія
Демографічна структура станом на 31 березня 2011 року:
|          | Загалом | Допрацездатний вік | Працездатний вік | Постпрацездатний вік |
| -------- | ------- | ------------------ | ---------------- | -------------------- |
| Чоловіки | 64      | 15                 | 45               | 4                    |
| Жінки    | 61      | 16                 | 31               | 14                   |
| Разом    | 125     | 31                 | 76               | 18                   |